# 殉死
殉死（じゅんし）とは、主君や夫などの死を追って臣下や妻などが死ぬ（死に殉じる）こと。殉死させたうえで葬ることを、殉葬（じゅんそう）という。殉死者が任意に自殺する場合もあれば、強制的に殉死させられる場合もある。
殉死が法的に禁じられる時代もあったが、それは殉死によって優秀な人材を喪失するのを避ける目的などがあったものと考えられる。
古代エジプトやメソポタミア、古代中国、古代朝鮮半島、日本などにおいては殉葬が行われた。

## 日本

### 古代
考古学的に見て確実な殉死の例は確認できないとされ、普遍的に行われていたかは不明であるが、弥生時代の墳丘墓や古墳時代には墳丘周辺で副葬品の見られない埋葬施設があり、殉葬が行われていた可能性が考えられている。また、5世紀には古墳周辺に馬が葬られている例があり、渡来人習俗の影響も考えられている。
中国の歴史書『三国志』の『魏志』倭人伝に「卑彌呼以死大作冢徑百餘歩徇葬者奴婢百餘人」とあり、邪馬台国の卑弥呼が死去し塚を築いた際に、約100人の奴婢が殉葬されたという。また、『日本書紀』垂仁紀28年条では、その残酷さゆえに禁止したと記され、32年条には、野見宿禰が日葉酢媛命の陵墓へ殉死者を埋める代わりに土で作った人馬（埴輪）を立てることを提案した記事（埴輪起源説話）が見られる。
野見宿禰の埴輪説話に関して、津田左右吉は、『古事記』との記述の差異から後世の創作とし（津田1948年）、考古学的にも古墳から殉死の痕跡が確認されていないために否定された（『土曜考古』第27号（2003年5月、土曜考古学研究会）p.146）。弥生時代後期の吉備で祭祀に使用された「特殊器台」の特殊な文様や赤彩された大型の器台や円筒などが、初期ヤマト王権の墓制に取り入れられ、「埴輪」に変化したとの説が有力となっている。しかし、21世紀現在でも殉死の研究例はあり、笹森健一の『埴輪起源説話からみた殉死』（前述の『土曜考古』内p.145から所収）では、清寧紀（元年）の雄略天皇の葬儀の記事に着目し、「雄略天皇の近習である隼人が、昼夜、陵のそばで大声をあげて泣き続け、食物を与えても食べず、哀号しながら7日目に死に、役人は陵の北側に墓を作り、礼をもって葬った」とあり、物語の時系列的には、殉死が禁止された垂仁紀以降でありながら、殉死が許されたのは、垂仁期の殉死が「強制的」であり、そこから清寧期の殉死が「自主的」な形へと変容したものと仮説を立て、諸々の考察から5世紀頃に国家的儀礼の変化があったことを示唆している（『土曜考古』同号、p.150）。
『日本書紀』大化2年（646年）3月22日条によれば、大化の改新後に大化薄葬令が規定され、前方後円墳の造営が停止され古墳の小型化が進むが、このときに人馬の殉死殉葬も禁止されている。

### 武士の殉死
近世初期の逸話を集めた書物『明良洪範』3巻では、殉死を真に主君への忠義から出た「義腹」（ぎばら）、誰かが殉死するために自分も殉死しなければならないとする理屈に基づく「論腹」（ろんばら）、殉死することで子孫の栄達を図る「商腹」（あきないばら）に分類している。しかし、殉死者の家族が加増を受けたり栄達したりしたケースはほとんどない。さらに、殉死者の家に男子の跡継ぎがいない場合でも母が援助されたり、弟や甥が家督を譲られたりしたこともない。このため「商腹」が実行されたことは兆候さえなく、歴史的事実ではないとされる。
主君が討ち死にしたり、敗戦により腹を切ったりした場合、家来達が後を追って討ち死にしたり切腹したりした（『明徳記』）。しかし、主君が病死など自然死の場合に殉死する習慣は、戦国時代にはなかった。ところが、江戸時代に入ると戦死する機会が少なくなったことにより主君への忠誠が示せなくなったため、自然死の場合でも家臣が殉死をするようになったという。1607年（慶長12年）に松平忠吉が病死した際の殉死が最初であるといわれ、同年の結城秀康病死後に万石取りの重臣らが後を追い、盛行した。徳川秀忠や家光の死に際しては老中・老中経験者が殉死している。こうした行動の背景にはかぶき者や男色との関連があるという説もある。家光に殉じなかった松平信綱は世間の批判を受け、「仕置だてせずとも御代はまつ平 爰(ここ)にいづとも死出の供せよ」という落首が貼り出された。
なお、1598年（慶長3年）の豊臣秀吉の死に際して古田重定（古田織部の父）が殉死した例が病死した主君への殉死としては松平忠吉の例より古い。
4代将軍徳川家綱から5代綱吉の治世期には、幕政が武断政治から文治政治へと移行しつつあった。幕府に先立ち寛文元年（1661年）7月、水戸藩主徳川光圀が重臣団からの徳川頼房への殉死願いを許さず、同年閏8月には会津藩主保科正之が殉死の禁止を藩法に加えた。当時の幕閣を指導していた保科正之の指導の下、寛文3年（1663年）5月の武家諸法度の公布とともに、幕府は殉死は「不義無益」であるとしてその禁止が各大名家に口頭伝達された。1668年には禁に反したという理由で宇都宮藩の奥平昌能が転封処分を受けている（追腹一件）。殉死の禁止は、家臣と主君との情緒的人格的関係を否定し、家臣は「主君の家」に仕えるべきであるという新たな主従関係の構築を意図したものだと考えられる。
この後、延宝8年に堀田正信が家綱死去の報を聞いて自害しているが、一般にはこれが江戸時代最後の殉死とされている。天和3年には末期養子禁止の緩和とともに殉死の禁は武家諸法度に組み込まれ、本格的な禁令がなされた。

### 近現代
1912年（大正元年）、明治天皇崩御の際に陸軍軍人乃木希典が妻の静子とともに殉死して社会的議論を呼び、森鴎外は殉死をテーマにした「阿部一族」などを執筆している。
1989年、昭和天皇崩御の際にも確認されているだけで数名の殉死者が出ている。崩御と同日に和歌山県で87歳男性が自殺、茨城県でも元海軍少尉の76歳男性が「陛下の一人の兵士としてお供をいたします」と遺書を残してそれぞれ自殺した。数日後には福岡県で38歳男性が割腹自殺を遂げ、およそ2か月後にも東京都で元陸軍中尉の66歳男性が自殺している。

## 殉死を扱った作品
- 森鷗外『阿部一族』『興津弥五右衛門の遺書』
- 司馬遼太郎『殉死』（明治天皇崩御・大葬の日に殉じた乃木希典を描く）
- 乙川優三郎『生きる』
- 滝口康彦『高柳父子』
- 松本清張『二代の殉死』
- 夏目漱石『こゝろ』
- 三島由紀夫『憂国』

## 関連書籍
- 山本博文『武士と世間』（中公新書）